# Kærbøl (Esbjerg Kommune)
 For alternative betydninger, se Kærbøl. (Se også artikler, som begynder med Kærbøl)
Kærbøl er en landsby nær Ribe i Sydvestjylland med 320 indbyggere  (2024), beliggende i Farup Sogn. Landsbyen ligger i Esbjerg Kommune og hører til Region Syddanmark.
Kærbøl er sammenvokset med Nørre Farup og Farup Kirkeby til ét byområde. Største virksomhed i landsbyen er Logitrans maskinfabrik. Byens skole blev nedlagt i 2008.  Fra Farup Kirkeby er der knap 6 kilometer til Ribe.